# Lagotto romagnolo
El lagotto romagnolo o perro de agua de Romaña es una raza de perro de agua originaria de la región italiana de Romaña. Considerado como perro trufero por excelencia.
Su nombre puede traducirse como «perro de laguna de Romaña». Su función tradicional ha sido como perro cobrador de aves acuáticas en lugares pantanosos, aunque también se le utiliza  para encontrar trufas en Italia donde el terreno es suave, poco pedregoso y la climatología le es favorable.

## Descripción

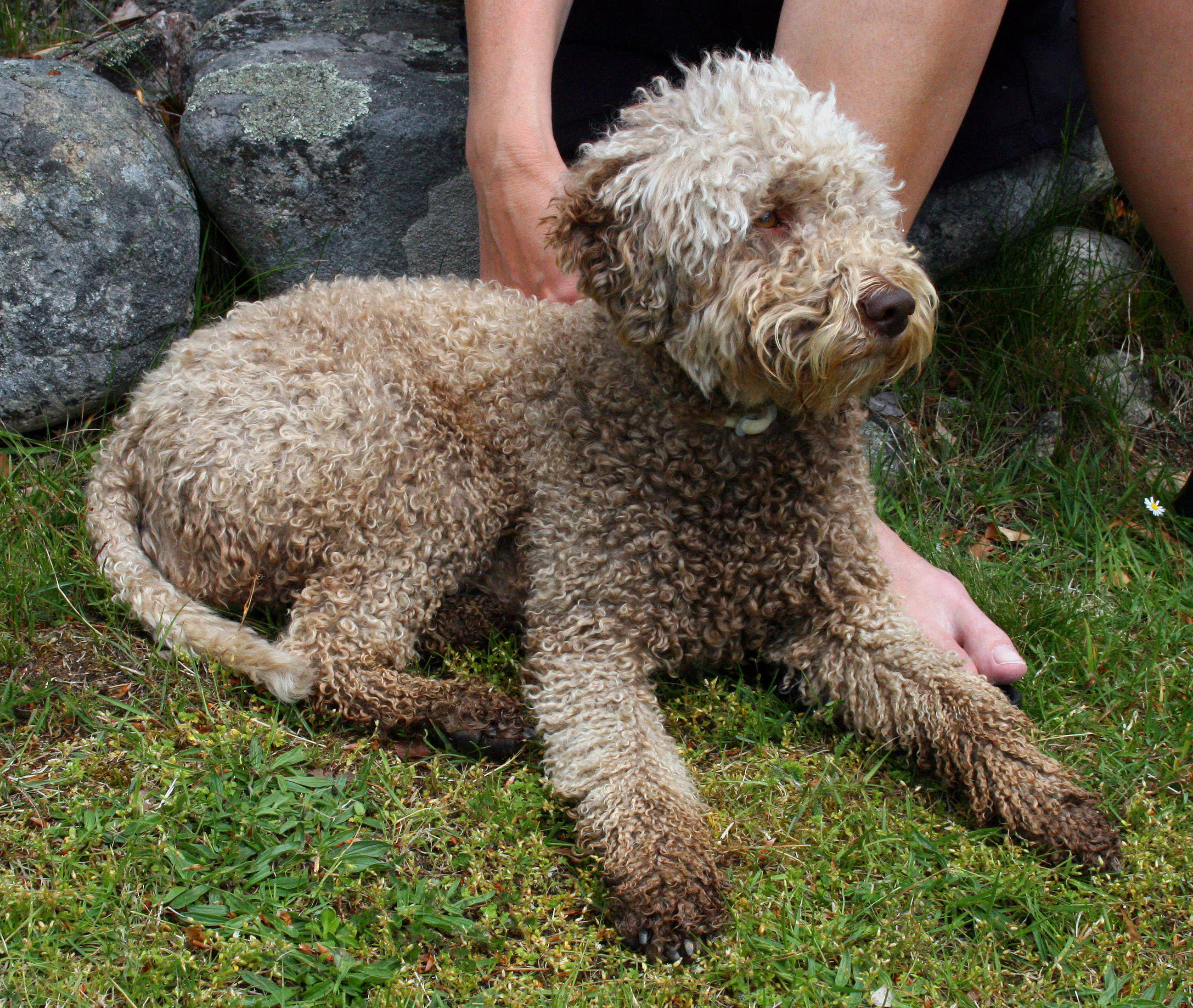
Un lagotto hembra

Raza de tamaño medio, hipoalergénica, el lagotto puede tener unos grandes ojos redondos en una gama de colores desde amarillo oscuro a marrón oscuro. Su manto lanoso es muy denso y rizado con colores desde blanco, blanco roto a marrón, pudiendo encontrarlo con manchas marrones, naranjas o roan. Siempre tiene marcas blancas que se agrandan con la edad. 

## Tamaño
- Machos
  - Altura a la cruz: 43–48 cm (17–19 in)
  - Peso: 13–16 kg  (29-35 l)

- Hembras
  - Altura a la cruz: 41–46 cm (16–18 in).
  - Peso: 11–14 kg (24-32 l).

## Temperamento
El lagotto romagnolo está criado para trabajar. Generalmente tiene unos sentidos muy agudos, aunque su mirada es más sensible al movimiento que al detalle. Leales y cariñosos, son una buena compañía en la familia. Fáciles de entrenar, se socializan bien con otros animales si es desde pequeños.
Aunque varía en su necesidad de ejercicio, siempre debe dársele una estimulación suficiente para mantener su inteligente cerebro ocupado. Además, tiene un instinto natural para el cobro de piezas.